# 訃報 2003年4月
訃報 2003年4月（ふほう 2003ねん4がつ）では、2003年（平成15年）4月中に物故した、又は物故が報じられた人物についてまとめる。

## （1日 - 15日）

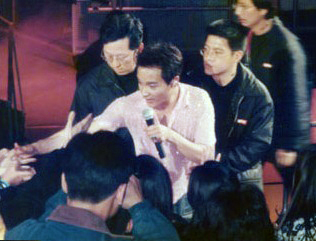
レスリー・チャン／4月1日没

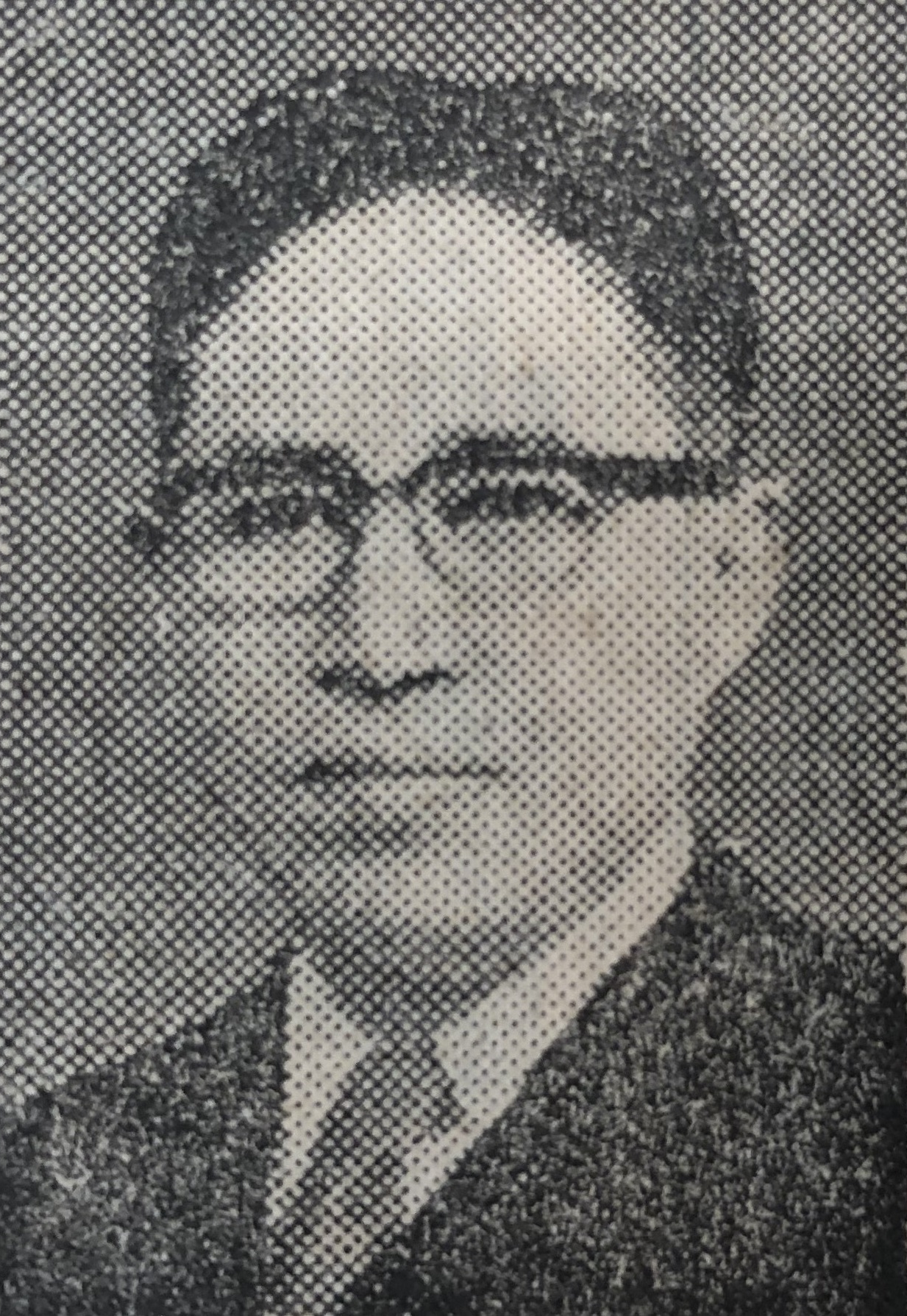
村田敬次郎／4月2日没

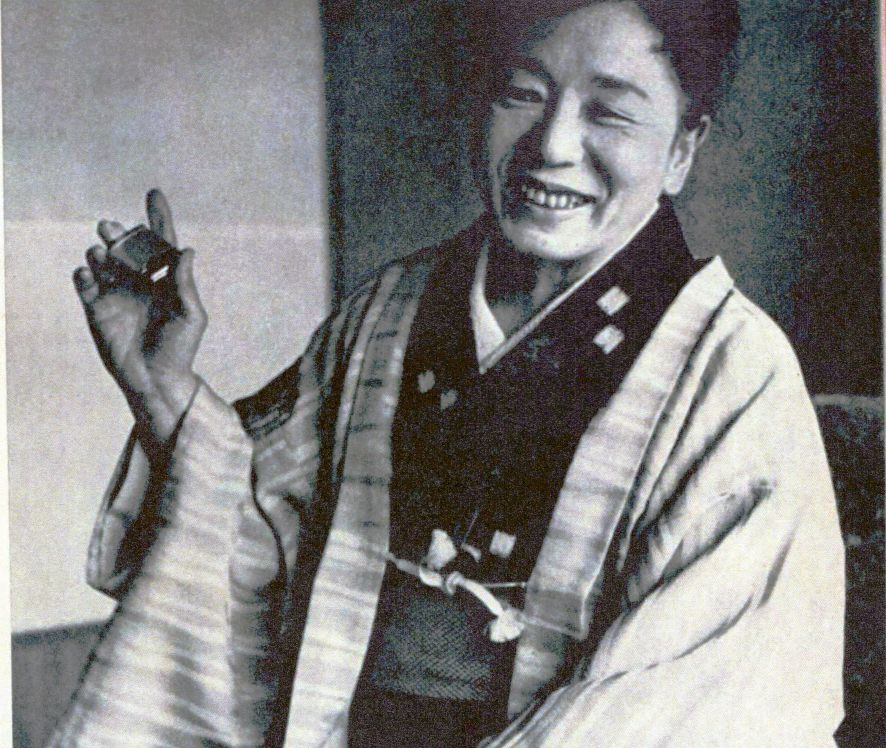
水木洋子／4月8日没

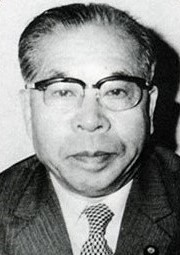
西田信一／4月10日没

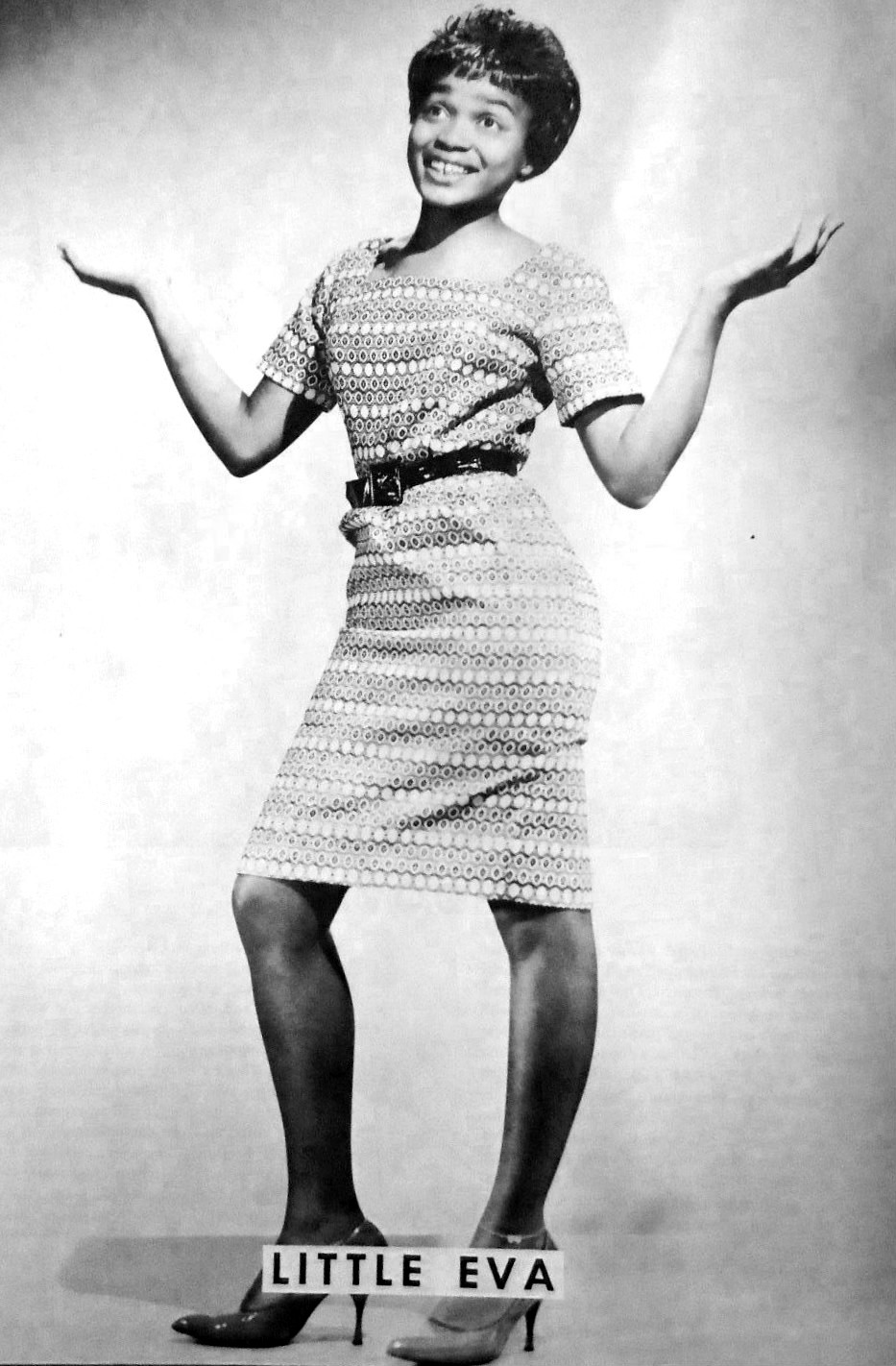
リトル・エヴァ／4月10日没

- 4月1日 - 鯨岡兵輔、政治家、第59代衆議院副議長（* 1915年）
- 4月1日 - レスリー・チャン、歌手、俳優（* 1956年）
- 4月2日 - 村田敬次郎、政治家、元自治大臣・通商産業大臣（* 1924年）
- 4月4日 - 桜井昌一、漫画家（* 1933年）
- 4月6日 - 小坂秀二、歯科医、相撲評論家、著作家、アナウンサー（* 1918年）
- 4月7日 - 山内雅人、俳優・声優（* 1929年）
- 4月8日 - 水木洋子、脚本家（* 1910年）
- 4月8日 - 石井眞木、作曲家、指揮者（* 1936年）
- 4月10日 - 西田信一、政治家、元科学技術庁長官（* 1902年）
- 4月10日 - リトル・エヴァ、歌手（* 1943年）

## （16日 - 30日）

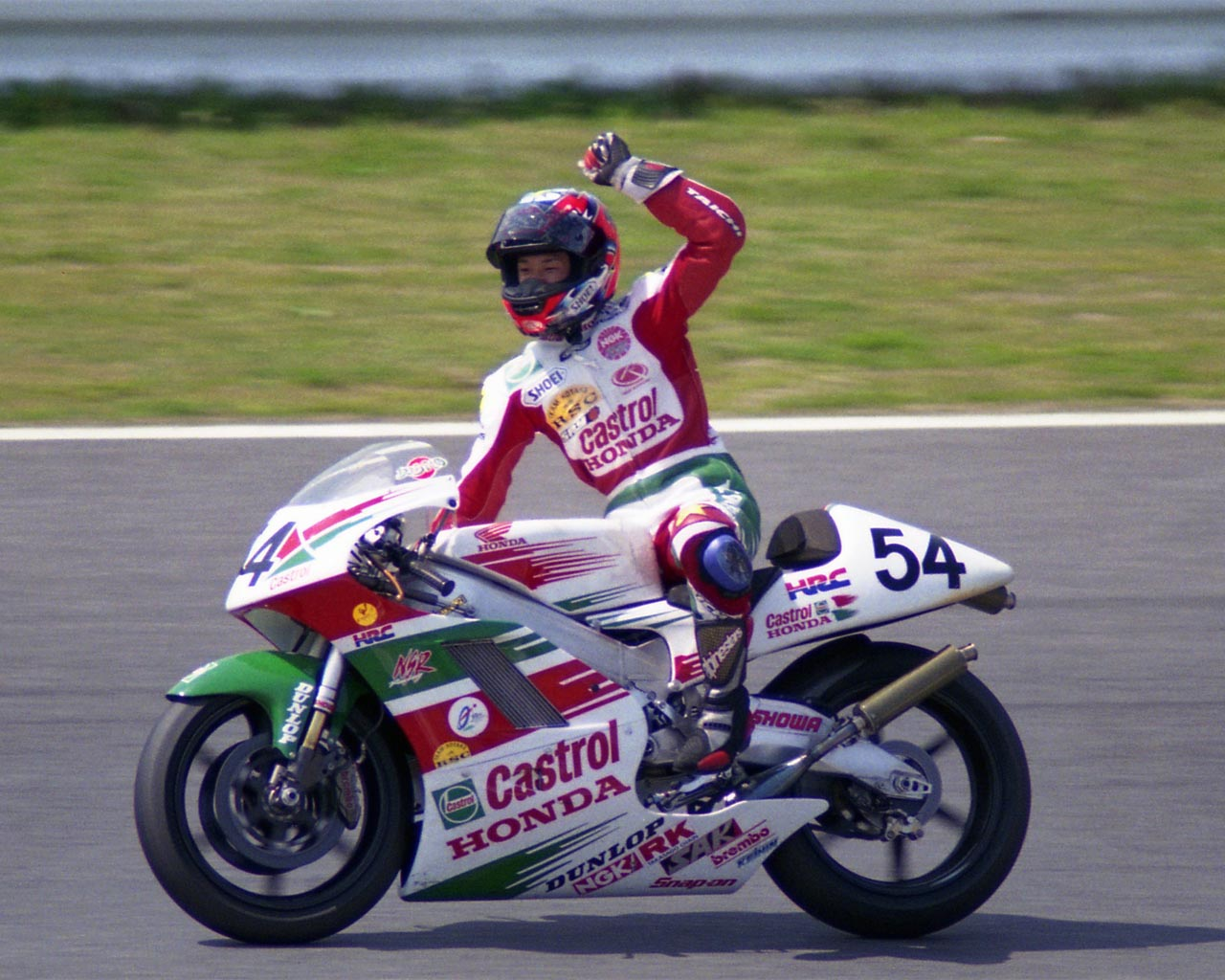
加藤大治郎／4月20日没

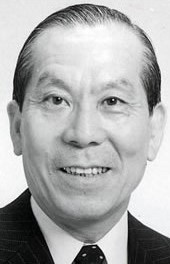
長田裕二／4月28日没

- 4月17日 - 今藤幸治、Jリーガー、現役時はガンバ大阪所属（* 1972年）
- 4月18日 - エドガー・F・コッド、計算機科学者（* 1923年）
- 4月20日 - ベルンハルト・カッツ、生理学者（* 1911年）
- 4月20日 - 加藤大治郎、オートバイレーサー（* 1976年）
- 4月21日 - アレクサンドル・ロバノフ、芸術家（* 1924年）
- 4月23日 - 樽井眞邦、写真家（* 1943年）
- 4月24日 - 飯田三郎、作曲家（* 1912年）
- 4月24日 - 三枝和子、小説家（* 1929年）
- 4月24日 - 御法川英文、政治家、自民党衆議院議員（* 1936年）
- 4月28日 - 長田裕二、政治家、第19代参議院議長（* 1917年）